# Nagy Zoltán Mihály
Nagy Zoltán Mihály (Nagymuzsaly, Szovjetunió, 1949. április 8. –) József Attila-díjas kárpátaljai magyar költő, író. A Magyar Művészeti Akadémia Irodalmi Tagozatának tagja (2005).

## Életpályája
1974-ben érettségizett Mezőkaszonyban. 1964-től 1967-ig kolhoztag volt, 1967-től az ungvári szovhozban szőlőmunkásként dolgozott, 1968-tól útépítő munkás, 1973-tól állatgondozó, 1975-től dohánytermesztő, majd 1978-ig bérszámfejtő, 1979-ben gépi könyveléssel foglalkozott, 1980-ban építőmunkás, 1981–1989-ig Beregszászban építőmunkás. 
1989-ben bekerült a Hatodik Síp c. laphoz olvasószerkesztőnek. 1992 januártól a Kárpáralja c. közéleti és kulturális lap munkatársa, 1993 óta szerkesztője, a Galéria Kiadó munkatársa. 2002 és 2009 közt az újraalapított Együtt című irodalmi, művészeti, kulturális folyóirat főszerkesztője; 2004-től az ungvári Intermix Kiadó szerkesztője. 1982-től tagja volt a József Attila Stúdiónak annak megszűnéséig, 1978–1989 között a Szovjetunió Kommunista Pártjának tagja, 1994 óta a Magyar Írószövetségnek, 2005 óta a MMA-nak. Csonkapapiban él és alkot.
Először 1963-ban publikált, 1979-ben és 1982-ben novellapályázaton nyert. 1989-ben a Bethlen és a Soros Alapítvány támogatta írói munkásságát. 1991-ben a Kárpátaljai Magyar Kulturális Szövetség (KMKSZ) Kovács Vilmos irodalmi díjjal jutalmazta. Változatos, gazdag költői eszközrendszerrel alkot, prózája szenvedélyes, történeti és szociális indíttatású. A Sátán fattya c. trilógiájában kimondja, elbeszéli, feltárja a majd fél évszázadon át kimondhatatlant, a kárpátaljai magyaroknak azt a nagy fájdalmát és vérveszteségét, hogy a kárpátaljai magyarság mintegy 40 ezer férfi tagját a  II. világháború után a kollektív bűnösség elve alapján bevagonírozta, elhurcolta, halálra ítélte a szovjet hatalom.

## Művei
- Dolgok igézetében (versek, Ungvár, 1983)
- Fehér eper (elbeszélések, Ungvár, 1988)
- Pírban, perben (versek, Ungvár, 1990)
- A sátán fattya (regény, Budapest, 1991, 2000, 2003)
- Tölgyek alkonya. A sátán fattya második része (regény, Budapest–Beregszász, 1996, 2007)
- Az idő súlya alatt (elbeszélések, 2001)
- Páros befutó (kisregény, 2002)
- Új csillagon (versek, Ungvár-Budapest, 2003)
- A teremtés legnehezebb napja. A Sátán fattya című trilógia 3. része (regény, Ungvár-Budapest, 2004, 2006)
- Messze még az alkonyat. Versesregény-variáció (Ungvár-Budapest, 2008)
- Fogyó fényben. A Messze még az alkonyat című versesregény-trilógia második része (Ungvár-Budapest, 2010)
- "Hogy ti is ragyogjatok". Kecskés Béla (1941–1997) emlékére; összeáll. Nagy Zoltán Mihály; KMMI, Ungvár, 2011 (KMMI-füzetek)
- "Kettős pálya bolygó vándora". Sütő Kálmán (1910–1997) emlékére; összeáll. Nagy Zoltán Mihály; KMMI, Ungvár, 2011 (KMMI-füzetek)
- A sátán fattya. Regény; Magyar Napló, Bp., 2012
- Túl a fényeken. A Messze még az alkonyat című versesregény-trilógia harmadik része; Intermix, Ungvár–Bp., 2012 (Kárpátaljai magyar könyvek)
- Az árnyék völgye. Novellák; Intermix, Ungvár–Bp., 2013 (Kárpátaljai magyar könyvek)
- Ünnep Szodomában. Regény; Intermix, Ungvár–Bp., 2014 (Kárpátaljai magyar könyvek)
- Fogott figurák. Válogatott és új novellák; Magyar Napló–Fokusz Egyesület, Bp., 2015

## Díjak, elismerések (válogatás)
- Év Könyve Díj (regény kategóriában, 2000)
- A Magyar Nyelv és Kultúra Nemzetközi Társaságának elismerő oklevelei (2001, 2005)
- Az Ukrajnai Magyar Demokrata Szövetség Kovács Vilmos Irodalmi- és Művelődési Díja (2004)
- József Attila-díj (2005)
- Teleki Pál Érdemérem (2006)
- A Magyar Kultúra Lovagja (2007)
- Márai Sándor-díj (2021)[1]

- Magyarország Babérkoszorúja díj (2022)